# Duncan Robinson
Duncan McBryde Robinson (York, 1994. április 22. –) amerikai kosárlabdázó, a Miami Heat játékosa a National Basketball Associationben (NBA).
Egyetemen az NCAA harmadik divíziójában játszó Williams College Ephs és az első divízióban játszó Michigan Wolverines játékosa volt. Azt követően váltott iskolát, hogy a megnyerte a 2014-es NCAA harmadik divíziós országos bajnoki címet a Williamsszel. Az egyetlen játékos a Williams történetében, aki eljutott az NBA-ig.
Robinson a leghatékonyabb hárompontos-dobó volt egyeteme főcsoportjában a 2015–2016-os szezonban, két főcsoportgyőzelme volt a Michigannel, 2017-ben és 2018-ban. Az utóbbi szezonban megválasztották az év hatodik emberének is. 2018-ban eljutottak az NCAA döntőjéig is, ahol alulmaradtak a Villanova ellen.
Azt követően, hogy egy csapat se választotta ki a 2018-as NBA-draft során, amit követően leszerződtette a Heat. 2021-ben drafton nem választott játékosok közül ő írta alá a legnagyobb fizetést garantáló szerződést az NBA történetében. 2020-ban és 2023-ban is döntőbe jutott a csapattal, több hárompontos-rekordot is megdöntött az NBA-ben pályafutása során.

## Statisztika

### Egyetem

#### NCAA III
| Év        | Csapat                | JM | KM | JP/M | MG%  | 3P%  | BD%  | LP/M | GP/M | L/M | B/M | P/M  |
| --------- | --------------------- | -- | -- | ---- | ---- | ---- | ---- | ---- | ---- | --- | --- | ---- |
| 2013–2014 | Williams College Ephs | 32 | 31 | 34,7 | .557 | .453 | .878 | 6,5  | 1,8  | 1,1 | 1,2 | 17,1 |
| Karrier   | Karrier               | 32 | 31 | 34,7 | .557 | .453 | .878 | 6,5  | 1,8  | 1,1 | 1,2 | 17,1 |

#### NCAA I
| Év        | Csapat              | JM  | KM | JP/M | MG%  | 3P%  | BD%  | LP/M | GP/M | L/M | B/M | P/M  |
| --------- | ------------------- | --- | -- | ---- | ---- | ---- | ---- | ---- | ---- | --- | --- | ---- |
| 2015–2016 | Michigan Wolverines | 36  | 27 | 28,9 | .457 | .450 | .886 | 3,5  | 1,8  | 0,6 | 0,2 | 11,2 |
| 2016–2017 | Michigan Wolverines | 38  | 3  | 20,1 | .470 | .424 | .781 | 1,7  | 0,9  | 0,4 | 0,2 | 7,7  |
| 2017–2018 | Michigan Wolverines | 41* | 19 | 25,8 | .440 | .384 | .891 | 2,4  | 1,1  | 0,7 | 0,4 | 9,2  |
| Karrier   | Karrier             | 115 | 49 | 24,9 | .455 | .419 | .864 | 2,5  | 1,2  | 0,6 | 0,3 | 9,3  |

### NBA

#### Alapszakasz
| Év        | Csapat     | JM  | KM  | JP/M | MG%  | 3P%  | BD%  | LP/M | GP/M | L/M | B/M | P/M  |
| --------- | ---------- | --- | --- | ---- | ---- | ---- | ---- | ---- | ---- | --- | --- | ---- |
| 2018–2019 | Miami Heat | 15  | 1   | 10,7 | .391 | .284 | .667 | 1,3  | 0,3  | 0,3 | 0,0 | 3,3  |
| 2019–2020 | Miami Heat | 73  | 68  | 29,7 | .470 | .446 | .931 | 3,2  | 1,4  | 0,5 | 0,3 | 13,5 |
| 2020–2021 | Miami Heat | 72* | 72* | 31,4 | .439 | .408 | .827 | 3,5  | 1,8  | 0,6 | 0,3 | 13,1 |
| 2021–2022 | Miami Heat | 79  | 68  | 25,9 | .399 | .372 | .836 | 2,6  | 1,6  | 0,5 | 0,2 | 10,9 |
| 2022–2023 | Miami Heat | 42  | 1   | 16,5 | .371 | .328 | .906 | 1,6  | 1,1  | 0,3 | 0,0 | 6,4  |
| 2023–2024 | Miami Heat | 68  | 36  | 28,0 | .450 | .395 | .889 | 2,5  | 2,8  | 0,7 | 0,2 | 12,9 |
| 2024–2025 | Miami Heat | 74  | 37  | 24,1 | .437 | .393 | .887 | 2,3  | 2,4  | 0,5 | 0,1 | 11,0 |
| Karrier   | Karrier    | 423 | 283 | 26,0 | .434 | .397 | .874 | 2,6  | 1,8  | 0,5 | 0,2 | 11,3 |

#### Rájátszás
| Év      | Csapat     | JM  | KM  | JP/M | MG%  | 3P%  | BD%  | LP/M | GP/M | L/M | B/M | P/M  |
| ------- | ---------- | --- | --- | ---- | ---- | ---- | ---- | ---- | ---- | --- | --- | ---- |
| 2020    | Miami Heat | 21* | 21* | 28,6 | .426 | .397 | .868 | 2,8  | 1,8  | 0,7 | 0,3 | 11,7 |
| 2021    | Miami Heat | 4   | 4   | 25,0 | .379 | .370 | .900 | 2,8  | 0,8  | 0,8 | 0,3 | 10,3 |
| 2022    | Miami Heat | 13  | 0   | 12,2 | .439 | .383 | .833 | 1,8  | 0,4  | 0,3 | 0,1 | 5,6  |
| 2023    | Miami Heat | 23* | 1   | 18,2 | .475 | .442 | .875 | 1,5  | 1,7  | 0,3 | 0,1 | 9,0  |
| 2024    | Miami Heat | 5   | 0   | 12,0 | .313 | .231 | –    | 1,0  | 1,2  | 0,4 | 0,0 | 2,6  |
| Karrier | Karrier    | 66  | 26  | 20,3 | .438 | .402 | .871 | 2,0  | 1,4  | 0,5 | 0,2 | 8,8  |

## Rekordlista

### NBA
- Legkevesebb mérkőzés 200 értékesített hárompontosig (69 mérkőzés)[10]
- Legkevesebb mérkőzés 300 értékesített hárompontosig (95 mérkőzés)[10]
- Legkevesebb mérkőzés 400 értékesített hárompontosig (125 mérkőzés)[10]
- Legkevesebb mérkőzés 500 értékesített hárompontosig (152 mérkőzés)[10]
- Legkevesebb mérkőzés 600 értékesített hárompontosig (184 mérkőzés)[10]
- Legkevesebb mérkőzés 700 értékesített hárompontosig (216 mérkőzés)[10]
- Legkevesebb mérkőzés 800 értékesített hárompontosig (263 mérkőzés)[10]
- Legnagyobb fizetés drafton nem választott játékosként ($90 millió)[8]
- Legtöbb nem draftolt játékos által szerzett hárompontos egy szezonban (270)
- Legtöbb szerzett hárompontos első-, vagy másodéves játékosként (270)[11]
- Legnagyobb különbség szerzett hárompontosok között két egymást követő szezonban (260, 10 –> 270)[12]
- Legmagasabb hárompontos–mezőnydobás próbálkozás-arány egy szezonban (606 hárompontos/687 mezőnydobás, 88,2%)
- Két nem draftolt játékos által szerzett legtöbb pont egy mérkőzésen (70, 36 – Kendrick Nunn)[13]
- Legtöbb nem draftolt játékos által szerzett hárompontos egy NBA-döntő-mérkőzésen (7)
- Legtöbb hárompontos karácsony napján (7, holtversenyben Kyrie Irvinggel és Brandon Ingrammel)[14]
- Legtöbb hárompontos karácsony napján egy félidőben (6)[14]
- Legtöbb hárompontos egy mérkőzésen a Kaseya Centerben (10, holtversenyben Tim Hardaway Jr.-ral, Paul George-dzal és J. R. Smith-szel)

### Miami Heat

#### Alapszakasz
- Legtöbb hárompontos egy negyedben (7)
- Legtöbb hárompontos egy félidőben (8)
- Legtöbb hárompontos egy mérkőzésen (10, holtversenyben Mario Chalmersszel és Brian Shaw-val)
- Legtöbb hárompontos egy szezonban (270)
- Legtöbb hárompontos pályafutás alatt (825, a 2022–2023-as szezon végéig)[15]
- Legtöbb játszott mérkőzés sorozatban (182)[16]
- Legtöbb játszott mérkőzés sorozatban legalább egy szerzett hárompontossal (69, 2021. február 19. és 2021. november 29. között)[17]
- Legtöbb játszott mérkőzés sorozatban egy szezonban, legalább egy szerzett hárompontossal (57, 2019. november 25. és 2020. augusztus 12. között)[17]
- Legtöbb játszott mérkőzés sorozatban legalább két szerzett hárompontossal (25, 2021. március 11. és 2021. április 24. között)[17]
- Legmagasabb tényleges dobóhatékonyság egy szezonban (66,7%)
- Legmagasabb valós dobóhatékonyság egy szezonban (68,4%)[18]
- Legmagasabb kétpontos dobóhatékonyság egy szezonban (65,4%)
- Legmagasabb tényleges dobóhatékonyság pályafutás során (59,9%, a 2022–2023-as szezon végéig)
- Legmagasabb kétpontos dobóhatékonyság (60,9%, a 2022–2023-as szezon végéig)
- Legtöbb szezon, amiben legalább 200 hárompontost értékesített (3)[19]
- Legtöbb szezon, amiben legalább 250 hárompontost értékesített (2)

#### Rájátszás
- Legtöbb hárompontos egy negyedben egy rájátszás-mérkőzésen (4, holtversenyben Damon Jonesszal és Luol Denggel)[20][21]
- Legtöbb hárompontos egy negyedben egy rájátszás-mérkőzésen hibázás nélkül (4, holtversenyben Damon Jonesszal és Luol Denggel)[21]
- Legtöbb hárompontos egy félidőben egy rájátszás-mérkőzésen (5, kétszer, lehetséges, hogy holtversenyben)[22]
- Legtöbb hárompontos egy félidőben egy rájátszás-mérkőzésen hibázás nélkül (5)[23]
- Legtöbb hárompontos egy rájátszás-mérkőzésen (8)
- Legtöbb hárompontos egy rájátszás alatt (62, 2020)[24]
- Legtöbb hárompontos pályafutás alatt a rájátszásban (131, 2023. május 29-ig)[25][26]
- Legtöbb hárompontos sorozatban egy mérkőzésen (7)[27]

#### Döntő
- Legtöbb hárompontos egy negyedben egy döntő-mérkőzésen (3, lehetséges, hogy holtversenyben)[28]
- Legtöbb hárompontos egy félidőben egy döntő-mérkőzésen (5)[29]
- Legtöbb hárompontos egy döntő-mérkőzésen (7, holtversenyben Mike Millerrel)[30]
- Legtöbb hárompontos egy döntő-sorozat során (18, 2020)[31]